# Don't Stop Me Now/Please, Please
«Don't Stop Me Now»/«Please, Please» —en español: «No me detengas ahora»/«Por favor, por favor»— es el primer single del álbum Motion in the Ocean, de la banda británica McFly. Fue publicado el 17 de julio de 2006 por la discográfica Island Records, siendo el tercer doble a-side de la banda. La canción se emitió por primera vez en la radio BBC Radio 1, debutando en el primer puesto en las listas británicas y alcanzando el puesto #15 en las listas irlandesas. 
El sencillo se convirtió en single oficial de la organización benéfica Sport Relief a la cual la banda donó parte de los beneficios obtenidos.

## Descripción
«Please, Please» fue escrita por todos los componentes de la banda y por Jason Perry. La canción trata sobre una chica llamada Lindsay, pelirroja de ojos verdes, que se cree que hace referencia a la Lindsay Lohan, actriz con la que los miembros de la banda compartieron reparto en la película Just My Luck. Además, la prensa sensacionalista publicó artículos que informaban de que el batería de la banda, Harry Judd, había mantenido una relación romántica con ella. Sïn embargo el guitarrista de la banda, Danny Jones, no estaba tan seguro: «¡El pensó que realmente había pasado, pero en realidad solo era un sueño!» 
El otro a-side es una versión de la famosa canción «Don't Stop Me Now» de la mítica banda inglesa Queen. El guitarrista de dicha banda, Brian May, actuó con McFly en un concierto de su gira Motion in the Ocean Tour en el Wembley Arena de Londres interpretando la canción.

## Vídeo musical
- El videoclip de «Please, Please» fue, según la banda «el videoclip más divertido» que habían hecho hasta el momento. Filmado en un viejo hospital, el video muestra como cada miembro de la banda tiene diferentes dolencias y son atendidos por la enfermera Lindsay Allbright a la que cada miembro de la banda intenta conquistar. Su estreno causó cierta controversia, porque la banda aparecía desnuda en una escena. La BBC y Channel 4 se negaron a emitir el vídeo, aunque finalmente el espacio T4 en Channel 4 lo hizo en exclusiva.

- El videoclip de «Don't Stop Me Now» fue rodado en un colegio inglés para la promoción de la organización benéfica Sport Relief. El videoclip muestra imágenes de los miembros de la banda en una carrera, alternadas con escenas de gente haciendo deporte y de la banda actuando.

## Lista de canciones
| CD Single (Universal 1703585) |                     |          |  |
| N.º                           | Título              | Duración |  |
| 1.                            | «Don't Stop Me Now» | 3:27     |  |
| 2.                            | «Please, Please»    | 3:09     |  |

| Maxi Single (Universal 1703586) |                                              |          |  |
| N.º                             | Título                                       | Duración |  |
| 1.                              | «Please, Please»                             | 3:09     |  |
| 2.                              | «Don't Stop Me Now»                          | 3:27     |  |
| 3.                              | «5 Colours in Her Hair» (versión de EE. UU.) | 3:09     |  |
| 4.                              | «5 Colours in Her Hair» (versión en directo) | 5:58     |  |
| 5.                              | «5 Colours in Her Hair» (vídeo en directo)   |          |  |
| 6.                              | «Clips of Harry in India For Sport Relief»   |          |  |

| DVD (Universal 1703675) |                            |          |  |
| N.º                     | Título                     | Duración |  |
| 1.                      | «Please, Please»           | 3:09     |  |
| 2.                      | «Please, Please»           | 3:22     |  |
| 3.                      | «Don't Stop Me Now»        | 3:27     |  |
| 4.                      | «I've Got You»             | 3:30     |  |
| 5.                      | «I've Got You» (videoclip) | 3:30     |  |
| 6.                      | «Video Shoot Footage»      |          |  |

## Posicionamiento en las listas de ventas
| Lista de ventas           | Posición más alta |
| ------------------------- | ----------------- |
| UK Singles Chart          | 1                 |
| Irish Singles Chart       | 15                |
| UK Chart of the Year 2005 | 89                |

| Predecesor: «Smile» de Lily Allen | Top 75 Singles — Sencillo N.º 1 23 de julio de 2006 – 30 de julio de 2006 (1 semana) | Sucesor: «Hips Don't Lie» de Shakira |